# Guillermo Martínez (pisarz)
Guillermo Martínez (ur. 29 lipca 1962 w Bahía Blanca) – argentyński pisarz i matematyk.

## Życiorys
Uzyskał on doktorat z logiki matematycznej na Uniwersytecie w Buenos Aires, gdzie obecnie wykłada. Po uzyskaniu stopnia w Argentynie, pracował dwa lata w Instytucie Matematycznym w Oksfordzie.
Spośród jego dzieł, najwięcej sukcesów odniosła napisana przez niego powieść Oksfordzka seria, wydana w 2003, która następnie została wyróżniona nagrodą Premio Planeta Argentina i przetłumaczona na wiele języków. W 2008 roku powieść została zekranizowana w reżyserii Álexa de la Iglesii, a w głównych rolach wystąpili Elijah Wood, John Hurt i Leonor Watling. W 2019 roku jego powieść Los crímenes de Alicia została wyróżniona nagrodą Premio Nadal.
Jego teksty pojawiają się na łamach „La Nación”.

## Książki
- Infierno grande, 1989 — nowela
- Acerca de Roderer, 1993— powieść
- La mujer del maestro, 1998 — powieść
- Borges y las matemáticas, 2003 — esej
- Crímenes imperceptibles, polski tytuł: Oksfordzka seria, 2003 — powieść
- La fórmula de la inmortalidad, 2005 — esej
- La Muerte Lenta de Luciana B, 2007 — powieść